# كيني مارتين بيريز
كيني مارتين بيريز (بالإسبانية: Kenny Martín Pérez)‏ هو منافس ألعاب قوى كولومبي، ولد في 19 نوفمبر 1994.

## وصلات خارجية
- كيني مارتين بيريز على موقع الاتحاد الدولي لألعاب القوى (الإنجليزية)